# 囊帕拉山口
囊帕拉山口，另译“朗喀巴山口”，海拔5,716（18,753英尺），位于喜马拉雅山脉卓奥友峰以西数公里处，是一个终年为冰川覆盖的山口。这个山口传统上是西藏的藏人与尼泊尔的夏尔巴人进行贸易往来的交通要道。
囊帕拉山口也是2006年9月30日发生的囊帕拉枪杀事件的现场。